# Svátky bláznů

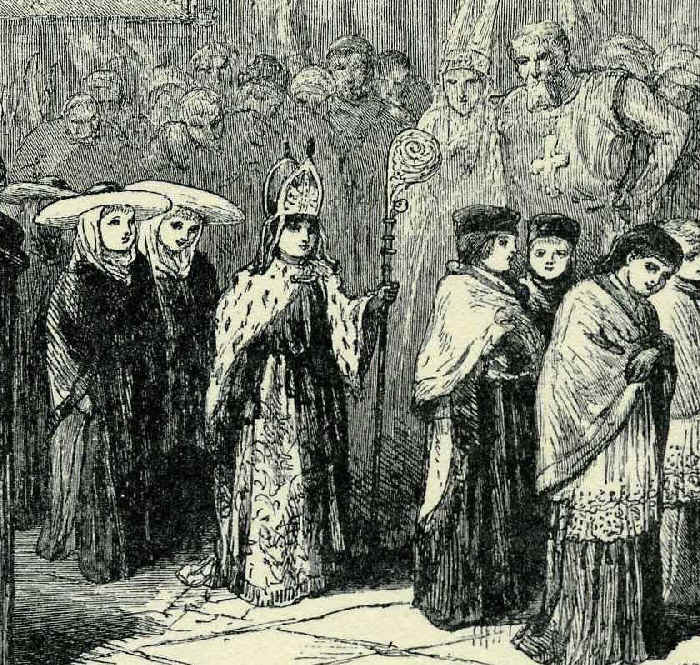
Dětský biskup se svými kanovníky

Svátky bláznů ve středověké katolické Evropě spadaly zpravidla na nějaký den v průběhu prosince či na začátku ledna, často na 1. leden. Kromě „bláznovství“ byly spojovány se zvířaty, nevinností, dětmi a lidmi ze spodních vrstev společnosti. Vzešly z prostředí kolegiátních kostelů a jejich kanovníků. Počátky slavností jsou také spojovány s římskými saturnáliemi nebo lednovými kalendami.
Oslavy byly oblíbené především ve Francii, kde byl volen falešný biskup nebo papež, který parodoval církevní mši; a kde dočasně symbolicky převracely hierarchii společenských tříd. Výsměšný charakter se stával od 13. století stále výraznějším a v roce 1431 byly oslavy zakázány koncilem v Basileji. Přesto přežívaly až do 16. století. Za „papeže bláznů“ je zvolen Quasimodo v románu Victora Huga Chrám Matky Boží v Paříži.

## Britské ostrovy
V anglickém prostředí se řada zvyků, podobných těm doprovázejícím svátky bláznů, objevovala ve volbě „pána zmatku“ (Lord of Misrule), ve Skotsku pak „opata nerozumu“ (Abbot of Unreason) během vánočního dvanáctidenní. Taktéž revels, hodování barristerů v jejich Inns of Court mezi 15. a 17. stoletím nesla prvky svátku bláznů.
V Anglii byl volen také „dětský biskup“ (boy bishop). Tento zvyk podle Williama D. Crumpa zavedl v roce 844 papež Řehoř IV. v souvislosti s oslavami svátku svatého Mikuláše 6. prosince. Za biskupa byl svými vrstevníky volen chlapec z farnosti nebo klášterní školy a ve svém úřadě zůstával až do svátku Mláďátek 28. prosince. Během této doby nosil biskupský oděv a mitru, přebíral biskupovy povinnosti a ostatní chlapci, odění jako kněží, ho doprovázeli během žehnání farnosti. Zvyk se udržel až do vlády Alžběty I. (1533–1603).